# Рой, Бидхан Чандра
Бидхан Чандра Рой (бенг. বিধানচন্দ্র রায়, англ. Bidhan Chandra Roy; 1 июля 1882 — 1 июля 1962) — индийский и бенгальский политик и государственный деятель. Второй шеф-министр региона Западная Бенгалия (1948—1962). Член Индийского национального конгресса. Активист движения сопротивления в Индии.

## Биография

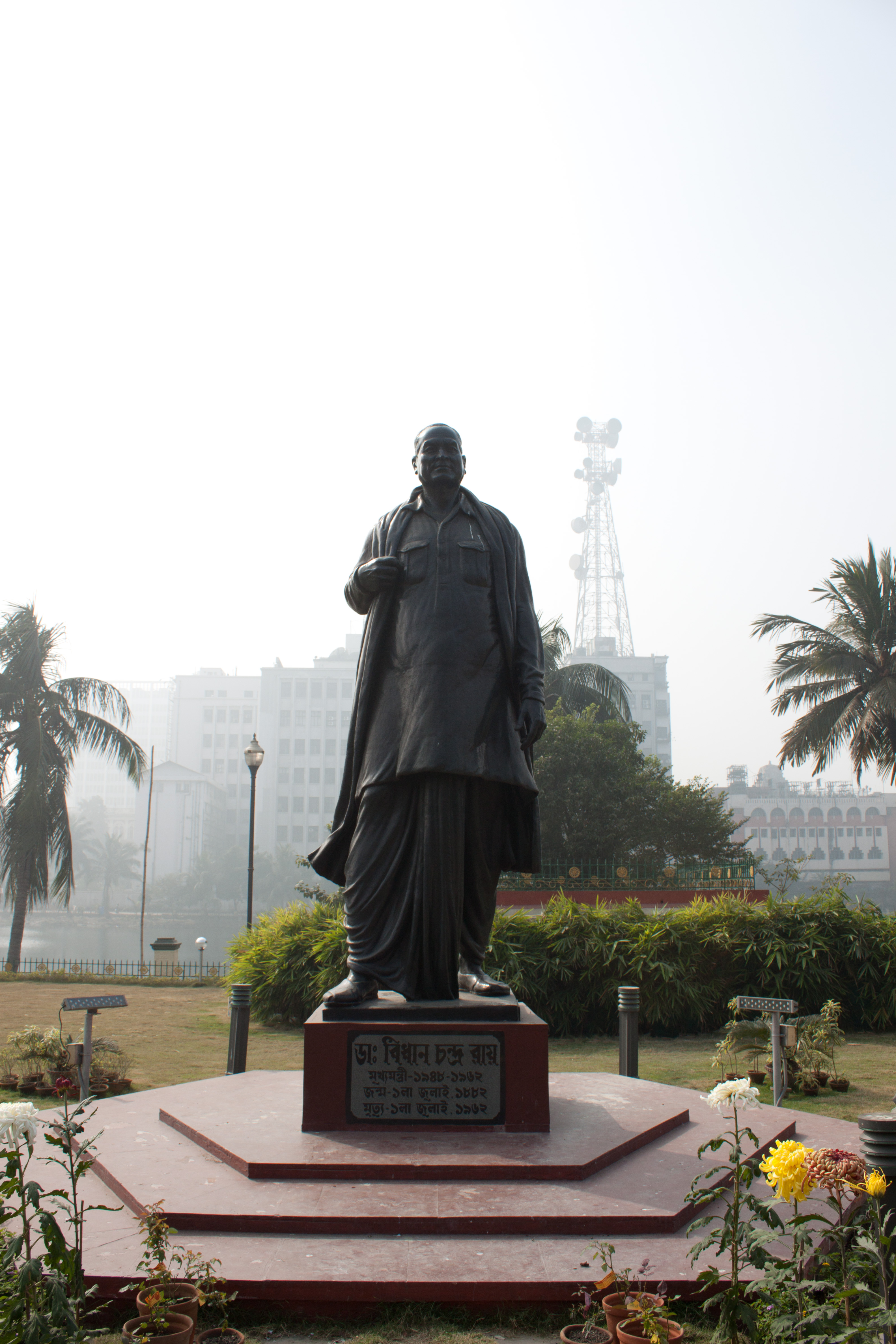
Памятник Бидхана Чандры Роя в Калькутте

Родился младшим из пяти детей, мать его умерла, когда ему было 14 лет. Окончил Индуистский колледж в Калькутте, затем — Патна колледж с отличием в области математики. Позже учился в Бенгальском инженерном училище и медицинском колледже при Калькуттском университете, где получил медицинское образование. Врач.
Стажировался в Великобритании. Член Общества врачей королевских колледжей Соединенного Королевства (Membership of the Royal Colleges of Physicians of the United Kingdom) и Братства хирургов Королевских колледжей (Fellowship of the Royal Colleges of Surgeons).
С 1925 занялся политикой. В 1928 г. был избран в Всеиндийский комитет Индийского национального конгресса. Член Рабочего комитета когресса с 1930 г. Рой вместе с другими членами комитета был арестован 26 августа 1930 года и содержался под стражей в Центральной тюрьме. В 1931 г. вышел на свободу.
Участвовал в кампании массового гражданского неповиновения «Вон из Индии!», начавшегося в Британской Индии в августе 1942 года.
Съезд партии предложил Роя на пост главного министра Бенгалии.
В течение 14 лет в качестве кандидата от Индийского национального конгресса с 1948 до смерти в 1962 году он был шеф-министром региона Западная Бенгалия. Его часто считают одним из величайших архитекторов Западной Бенгалии, так как, кроме всего прочего он основал пять крупных городов Индии, в том числе Дургапур (Западная Бенгалия), Хабра, Ашокнагар и два города-спутника Калькутты — Бидханнагар и Кальяни.
Был также членом Брахмо Самадж.

## Награды
Награждён высшей гражданской наградой Индии — Бхарат Ратна (4 февраля 1961 года).

## Память
- В Индии ежегодно 1 июля отмечается Национальный день врачей в день его рождения (и смерти) .
- В 1976 году учреждена Национальная премия имени Бидхана Чандры Роя за работы в области медицины, политики, науки, философии, литературы и искусства.
- Основаны мемориальная библиотека и читальный зал для детей его имени в Нью-Дели (в 1967 г.)
- Личные документы Б. Ч. Роя сегодня хранятся в Мемориальном музее и библиотеке Неру в Нью-Дели.